# Redigobius lekutu
Redigobius lekutu är en fiskart som beskrevs av Helen K. Larson 2010. Redigobius lekutu ingår i släktet Redigobius och familjen smörbultsfiskar. IUCN kategoriserar arten globalt som otillräckligt studerad. Inga underarter finns listade i Catalogue of Life.